# Materialise NV
Materialise NV, con sede a Lovanio in Belgio, è una delle compagnie più grandi al mondo nel settore Stampa 3D.
Fondata nel 1990 come service bureau di stampa 3D, è stata la prima azienda nel BeNeLux ad acquistare un apparato da stereolitografia.
Per supportare la produzione interna ha sviluppato i software mimics (acronimo di Materialise Interactive Medical Image Control System) e magics (acronimo di Materialise Automated Generation of Interactive Controller of Supports) il primo per applicazioni nel campo medicale (gestione di dati provenienti ta tomografia computerizzata), il secondo per la gestione di stampa (nesting), correzione e modifica dei files di stampa.
È una delle società fondatrici del 3MF consortium, con l'obiettivo di creare il formato 3MF.
Nel 2018 la società chimica BASF ha investito 25 milioni di $ in materialise per incrementare lo sviluppo nel settore.

## Tecnologie in uso
La compagnia ha un'ampia gamma di tecnologie e materiali, sia polimerici che metallici. Le tecnologie disponibili sono:
- Stereolitografia.
- Selective Laser Sintering.
- Selective Laser Melting.
- Fused Deposition Modelling™.
- Material Jetting.
- Multi-Jet Fusion™ (MJF) di Hewlett-Packard.

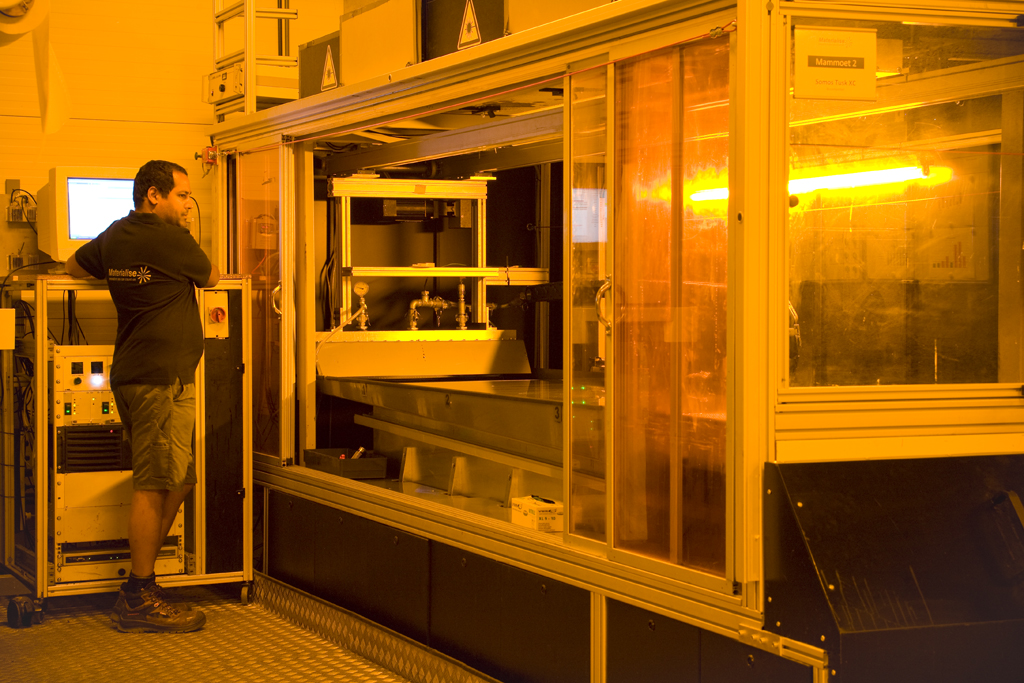
Stampante 3D con tecnologia SLA di grande formato di Materialise

## Sedi nel mondo
Europa: Belgio (Quartier generale), Austria, Repubblica Ceca, Francia, Germania, India, Italia, Polonia, Regno unito, Spagna, Svezia, Ucraina.
America USA, Colombia, Brasile
Asia & Pacific Australia, Cina, Giappone, Malesia